# Gahnia subaequiglumis
Gahnia subaequiglumis är en halvgräsart som beskrevs av Stanley Thatcher Blake. Gahnia subaequiglumis ingår i släktet Gahnia och familjen halvgräs. Inga underarter finns listade i Catalogue of Life.